# كومة (إيطاليا)

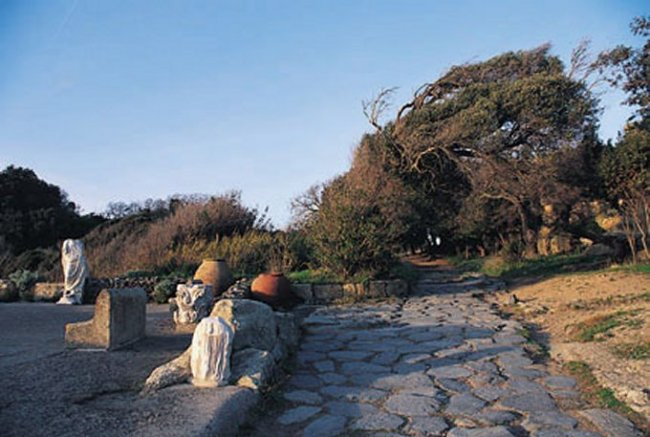
آثار كومة القديمة

كُومَة (بالإيطالية: Cuma) و(باليونانية: Κύμαι) هي مستوطنة يونانية قديمة تقع إلى الشمال الغربي من مدينة نابل الإيطالية في إقليم قنبانية. كانت كومة أول مستعمرة يونانية في البر الإيطالي الرئيس (اليونان الكبرى)، ومقر العرافة الكومانية.